# Carson Cooman
Carson P. Cooman (Rochester, 12 giugno 1982) è un compositore e organista statunitense.
Cooman ha ricevuto le prime lezioni di pianoforte all'età di tre anni e ha intrapreso lo studio dell'organo a dieci anni sotto la guida di Bruce Klanderman. Ha studiato musica alla Università di Harvard e quindi alla Università Carnegie Mellon, sotto la guida di Bernard Rands e Judith Weir.
Cooman è un compositore assai prolifico, che prima di raggiungere i trent'anni aveva già composto quasi mille lavori. In qualità di interprete, esegue tournée di organo concentrandosi sulla esecuzione di compositori contemporanei: ha suonato prime esecuzioni di più di cento nuovi lavori per organo.
Cooman è anche un autore: dal 2005 al 2009 è stato editor del Living Music Journal ed è un contributore della rivista di musica Fanfare. Attualmente ricopre la carica di composer-in-residence alla Memorial Church della Università di Harvard.
Nel 2018 Cooman ha composto Two Orgelkids Pieces per il progetto educativo Orgelkids.